# یوریکو هانابوسا
یوریکو هانابوسا (انگلیسی: Yuriko Hanabusa; ۷ مارس ۱۹۰۰ – ۷ فوریهٔ ۱۹۷۰) بازیگر اهل ژاپن بود.
از فیلم‌ها یا برنامه‌های تلویزیونی که وی در آن نقش داشته‌است می‌توان به کودکان هیروشیما، به صدای دریا گوش کن اشاره کرد.